# Metropolia di Costanza e Famagosta

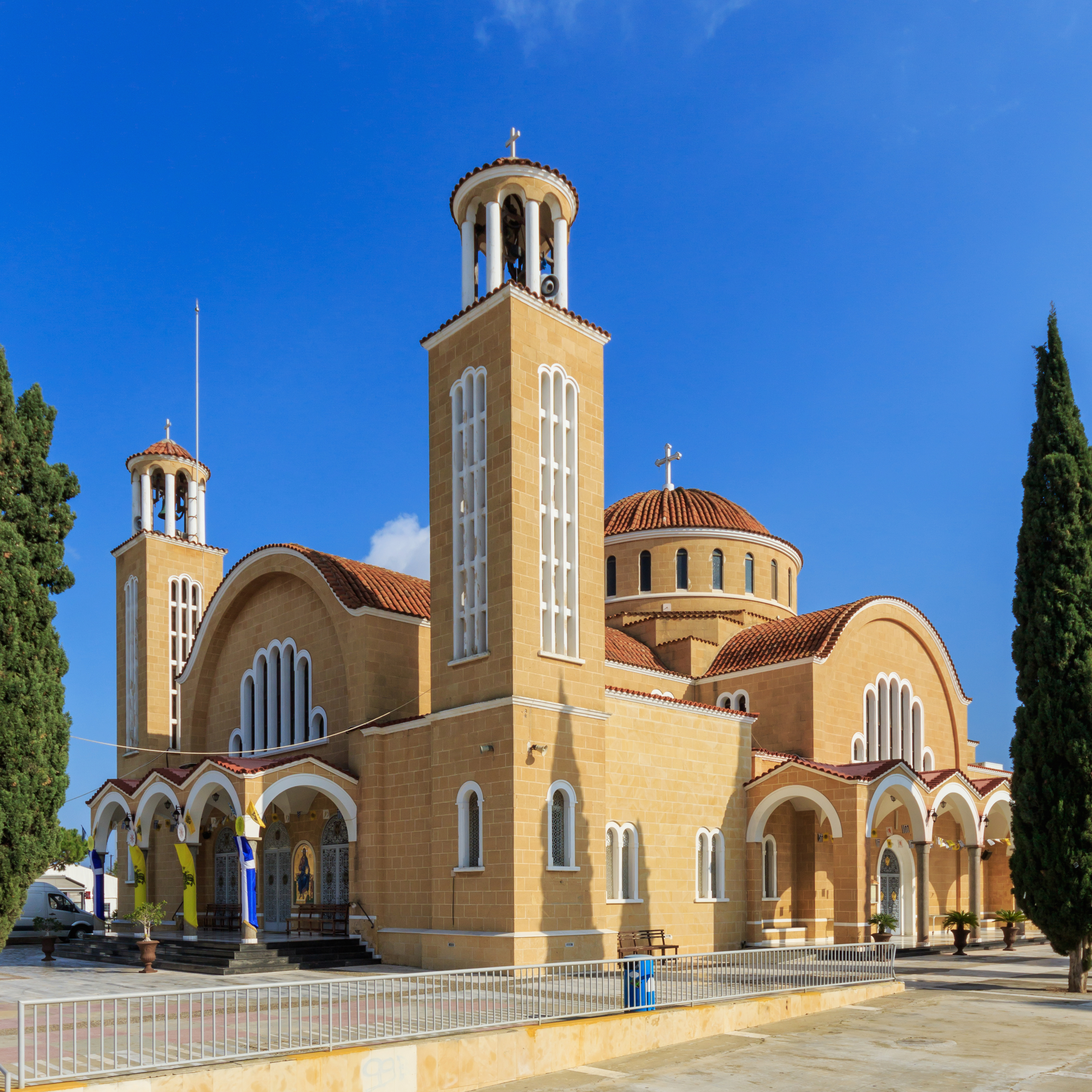
La cattedrale di San Giorgio a Paralimni.

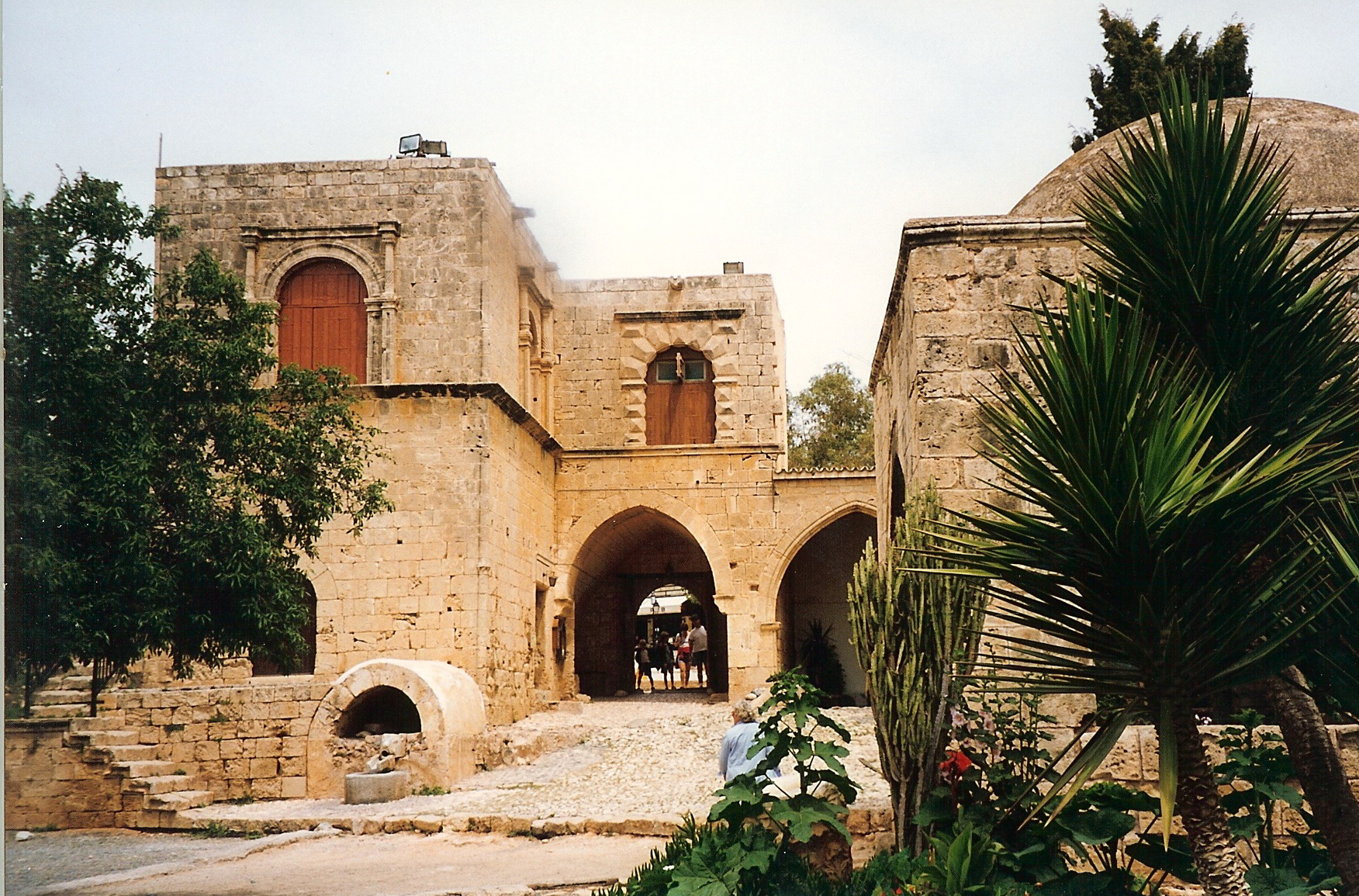
Il monastero di Agia Napa.

La metropolia di Costanza e Famagosta (in greco Ιεράς Μητρόπολις Κωνσταντίας και Αμμοχώστου?, Ierás Mitrópolis Konstantías kai Ammochóstou) è una circoscrizione ecclesiastica della Chiesa ortodossa di Cipro.
Dall'11 maggio 2007 il metropolita è Basilios Karagiannis, intronizzato il giorno successivo.

## Territorio
La metropolia si trova nella parte orientale dell'isola di Cipro e buona parte del suo territorio si trova a Cipro del Nord, nella zona di occupazione turca.
Ufficialmente la sede episcopale è a Famagosta, nella zona occupata; per questo motivo, la sede è temporaneamente trasferita a Paralimni, dove si trova la cattedrale di San Giorgio.
Nel territorio sorgono due monasteri: il monastero di Agia Napa e il monastero femminile di Agios Kendeas nei pressi di Avgorou.

## Storia
Salamina era un'antica città cipriota, sede del metropolita della Chiesa autocefala di Cipro. Distrutta da un terremoto attorno al 340, la città fu ricostruita e chiamata Costanza (Constantia) in onore dell'imperatore Costanzo II; infine fu definitivamente distrutta nel 647 dagli Arabi. Per questo motivo, il metropolita spostò la sua sede a Famagosta, mantenendo il titolo di Salamina-Costanza, fino all'arrivo degli eserciti crociati alla fine del XII secolo.
Con l'istituzione delle diocesi latine nell'isola, il metropolita fu relegato ad un ruolo marginale e confinato in Carpasia; in quest'occasione la sede di Salamina-Costanza fu soppressa. In seguito alla conquista ottomana dell'isola, i metropoliti trasferirono la loro sede a Nicosia, che era stata la capitale cipriota durante la dominazione latina, e la metropolia di Salamina-Costanza non fu restaurata. Nel periodo successivo, e in particolare nel Novecento, furono nominati dei corepiscopi con il titolo di Salamina.
La metropolia di Costanza e Famagosta è stata ripristinata dopo otto secoli dal Santo Sinodo della Chiesa di Cipro nella riunione del 12 febbraio 2007.

## Cronotassi
- Basilios Karagiannis, dall'11 maggio 2007